# Dritan Abazović
Dritan Abazović (Montenegrijns: Дритан Абазовић, Albanees: Dritan Abazi) (Ulcinj, 25 december 1985) is een Montenegrijns politicus. Van 28 april 2022 tot 31 oktober 2023 was hij de zevende premier van Montenegro. Abazović behoort tot de Albanese minderheid in Montenegro en was hiermee de eerste Albanees én moslim die een dergelijke functie in Montenegro bekleedde. Tevens was hij in 2022 - met zijn 37-jarige leeftijd - de jongste regeringsleider ter wereld.

## Opleiding
Abazović volgde het lager en middelbaar onderwijs in zijn geboorteplaats Ulcinj. In 2004 voltooide hij zijn bachelor politicologie aan de Universiteit van Sarajevo, waar hij verschillende onderscheidingen ontving. In 2008 voltooide hij zijn master in internationale betrekkingen aan de Universiteit van Montenegro. In 2019 voltooide hij met succes zijn doctoraat in de politieke wetenschappen aan zijn alma mater in Sarajevo.
Abazović werkte voor 2012 als leraar op een Albaneestalige middelbare school in Ulcinj, waar hij cultuursociologie, communicatie en godsdienstgeschiedenis doceerde.

## Politieke carrière
In 2012 richtte Abazović samen met andere politici de sociaal-liberale partij "Positief Montenegro" op. In hetzelfde jaar won deze politieke partij bij de parlementsverkiezingen 7 van de in totaal 81 zetels, waarmee Abazović het jongste lid van het Montenegrijns parlement werd. In 2014 viel zijn partij vanwege meningsverschillen uiteen, waarna hij zich aansloot bij de nieuwe "Verenigde Hervormingsbeweging" (URA). Sinds 2017 is hij de voorzitter van deze partij.
In juni 2020 trad URA - op initiatief van Abazović - toe tot de Europese Groene Partij.
Bij de parlementsverkiezingen van 2020 behaalde URA 3 van de 81 zetels in het parlement. Vervolgens bundelde de partij samen met andere oppositiepartijen de krachten om een einde te maken aan de jarenlange dominante positie van de Democratische Partij van Socialisten van Montenegro (DPS). De consensus van de oppositie om de DPS niet opnieuw te laten regeren, leidde in december 2020 tot de vorming van een technocratische regering onder de onafhankelijke premier Zdravko Krivokapić. Dritan Abazović werd benoemd tot vicepremier en commissaris voor Nationale Veiligheid.
Toen de regering van Krivokapić na veertien maanden door een motie van wantrouwen ten val kwam, werd Dritan Abazović naar voren geschoven als de nieuwe premier van Montenegro. Er werd een minderheidsregering gevormd van partijen uit zowel het pro-Europese kamp (URA+Civis, SDP) als de pro-Servische SNP en etnische minderheidspartijen. Het kabinet-Abazović trad aan op 28 april 2022. Toen Abazović slechts 3,5 maand in functie was, werd zijn positie als premier aangetast door een motie van wantrouwen. Dit gebeurde nadat hij een omstreden akkoord had gesloten met de Servisch-Orthodoxe Kerk, die daarmee volgens critici te veel macht kreeg ten opzichte van andere religies. Abazović waarschuwde dat achter de partijen die de motie hadden gesteund criminele groepen schuilgingen.
Abazović bleef aan als interim-premier tot na de parlementsverkiezingen van 2023. Vanaf 21 oktober 2022 was hij tevens minister van Buitenlandse Zaken. Zijn eigen partij groeide bij de verkiezingen naar vier zetels, maar kreeg geen rol in de nieuwe regering. Op 31 oktober 2023 werd het premierschap overgenomen door Milojko Spajić.
- Gemeinsame Normdatei: 128515780X
- Virtual International Authority File: 1313168109569243630007